# Élections régionales de 1990 en Lombardie
Les élections régionales de 1990 en Lombardie (en italien : Elezioni regionali  del 1990 en Lombardia) se tiennent les 6 et 7 mai 1990 afin d'élire les 80 membres de la Ve législature du conseil régional du Lombardie.

## Contexte
Lors du dernier scrutin, la DC conserve sa majorité relative. Le président précédent, Giuseppe Guzzetti, est reconduit à la tête de la région, appuyé d'une coalition dite Pentapartito, formée de la DC, du PSI, du PSDI, du PRI, et du PLI. Son gouvernement dure pendant 2 ans. En 1987, Guzzetti démissionne, pour siéger au Sénat. Il est remplacé par Bruno Tabacci (DC), qui conserve la même coalition. Tabacci démissionne à son tour au début de l'année 1989. Giuseppe Giovenzana prend sa suite, conservant les mêmes alliés, et gouverne jusqu'à la fin de la législature. 

## Mode de scrutin
Le conseil régional  (en italien : Consiglio Regionale della Lombardia) est constitué de 80 conseillers élus pour cinq ans au scrutin proportionnel avec vote préférentiel et sans seuil électoral dans neuf circonscriptions plurinominales qui correspondent aux provinces.
Chaque électeur peut exprimer jusqu'à trois votes de préférence sur la liste à laquelle il accorde son suffrage. Les mandats sont ensuite répartis à la proportionnelle d'Hagenbach-Bischoff. Les sièges sont ensuite pourvus par les candidats comptant le plus grand nombre de voix préférentielles.
Les mandats qui n'ont pas été attribués à l'issue du premier décompte et les voix qui n'ont pas été utilisées sont rassemblés au niveau régional et distribués à la proportionnelle de Hare. Ils sont attribués, pour chaque parti, dans les provinces en fonction du ratio entre les votes restants et le total des suffrages exprimés.

### Répartition des sièges
| Provinces | Sièges | +/-           |
| --------- | ------ | ------------- |
| Bergame   | 7      | 2             |
| Brescia   | 8      | 2             |
| Côme      | 7      | 2             |
| Crémone   | 3      | 1             |
| Mantoue   | 3      | en stagnation |
| Milan     | 40     | 3             |
| Pavie     | 5      | en stagnation |
| Sondrio   | 1      | en stagnation |
| Varèse    | 6      | 2             |
| Total     | 80     | en stagnation |

## Principales forces politiques
| Parti | Parti                                                                                   | Idéologie                                                  |
| ----- | --------------------------------------------------------------------------------------- | ---------------------------------------------------------- |
|       | Démocratie chrétienne Democrazia Cristiana                                              | Centre Démocratie chrétienne, antifascisme, anticommunisme |
|       | Parti communiste italien Partito Comunista Italiano                                     | Gauche Communisme, eurocommunisme, marxisme-léninisme      |
|       | Parti socialiste italien Partito Socialista Italiano                                    | Gauche Socialisme, réformisme, marxisme                    |
|       | Parti social-démocrate italien Partito Socialista Democratico Italiano                  | Centre gauche Social-démocratie, socialisme                |
|       | Parti libéral italien Partito Liberale Italiano                                         | Centre droit Libéralisme, libérisme                        |
|       | Mouvement social italien – Droite nationale Movimento Sociale Italiano–Destra Nazionale | Extrême droite Néofascisme, nationalisme, anticommunisme   |
|       | Parti républicain italien Partito Repubblicano Italiano                                 | Centre Républicanisme, mazzinisme                          |

## Résultats

### Voix et sièges
|                        |                                                      |           |       |       |        |               |  |  |  |  |  |  |  |  |
| Parti                  | Parti                                                | Voix      | %     | +/-   | Sièges | +/-           |  |  |  |  |  |  |  |  |
|                        | Démocratie chrétienne (DC)                           | 1 784 634 | 28,56 | 7,47  | 25     | 6             |  |  |  |  |  |  |  |  |
|                        | Ligue du Nord (LN)                                   | 1 183 493 | 18,94 | 18,48 | 15     | 15            |  |  |  |  |  |  |  |  |
|                        | Parti communiste italien (PCI)                       | 1 172 059 | 18,76 | 7,92  | 15     | 7             |  |  |  |  |  |  |  |  |
|                        | Parti socialiste italien (PSI)                       | 892 998   | 14,29 | 1,09  | 12     | en stagnation |  |  |  |  |  |  |  |  |
|                        | Liste verte (LV)                                     | 213 529   | 3,42  | 1,02  | 2      | en stagnation |  |  |  |  |  |  |  |  |
|                        | Parti républicain italien (PRI)                      | 160 985   | 2,58  | 2,21  | 2      | 2             |  |  |  |  |  |  |  |  |
|                        | Mouvement social italien – Droite nationale (MSI-DN) | 158 614   | 2,54  | 3,41  | 2      | 2             |  |  |  |  |  |  |  |  |
|                        | Parti des retraités (PP)                             | 114 016   | 1,82  | Nv.   | 1      | 1             |  |  |  |  |  |  |  |  |
|                        | Les Verts Arc-en-ciel (VA)                           | 113 824   | 1,82  | Nv.   | 1      | 1             |  |  |  |  |  |  |  |  |
|                        | Parti social-démocrate italien (PSDI)                | 103 188   | 1,65  | 1,14  | 1      | 1             |  |  |  |  |  |  |  |  |
|                        | Parti libéral italien (PLI)                          | 88 308    | 1,41  | 0,94  | 1      | en stagnation |  |  |  |  |  |  |  |  |
|                        | Alliance lombarde pour l'autonomie (ALA)             | 76 516    | 1,22  | Nv.   | 1      | 1             |  |  |  |  |  |  |  |  |
|                        | Démocratie prolétarienne (DP)                        | 73 451    | 1,18  | 1,06  | 1      | 1             |  |  |  |  |  |  |  |  |
|                        | Anti-prohibitionnistes des drogues (AsD)             | 62 356    | 1,00  | Nv.   | 1      | 1             |  |  |  |  |  |  |  |  |
|                        | Chasse, Pêche, Environnement (CPA)                   | 18 834    | 0,30  | Nv.   | 0      | en stagnation |  |  |  |  |  |  |  |  |
|                        | Liste écologique                                     | 14 774    | 0,24  | Nv.   | 0      | en stagnation |  |  |  |  |  |  |  |  |
|                        | Autres                                               | 16 399    | 0,26  | -     | 0      | -             |  |  |  |  |  |  |  |  |
|                        |                                                      |           |       |       |        |               |  |  |  |  |  |  |  |  |
| Suffrages exprimés     | Suffrages exprimés                                   | 6 247 978 | 94,38 |       |        |               |  |  |  |  |  |  |  |  |
| Votes blancs           | Votes blancs                                         | 188 011   | 2,84  |       |        |               |  |  |  |  |  |  |  |  |
| Votes nuls             | Votes nuls                                           | 184 315   | 2,78  |       |        |               |  |  |  |  |  |  |  |  |
| Total                  | Total                                                | 6 620 304 | 100   | -     | 80     | en stagnation |  |  |  |  |  |  |  |  |
| Abstention             | Abstention                                           | 638 050   | 8,79  |       |        |               |  |  |  |  |  |  |  |  |
| Inscrits/Participation | Inscrits/Participation                               | 7 258 354 | 91,21 |       |        |               |  |  |  |  |  |  |  |  |

## Conséquences
Le président sortant, Giuseppe Giovenzana, est reconduit à la tête de la région, avec les mêmes appuis (pentapartito). Son gouvernement démissionne à la fin de 1992, dans le cadre de l'Opération Mains propres. Un cabinet est mis en place, mené par Fiorella Ghilardotti (PDS, l'ancien PCI). Ghilardotti est la première femme à devenir président de Lombardie, ainsi que le seul homme politique de gauche à occuper cette fonction. Elle forme une majorité avec son parti, la FdV (fusion de la LV et des VA), le PSDI et le PLI. Ce gouvernement dure un an et demie, cependant. Elle démissionne en 1994, après avoir perdu de ses appuis, pour être remplacé par Paolo Arrigoni (LN), qui forme un cabinet avec son parti, le PPI (ancienne DC) et le PSI. Ce gouvernement dure jusqu'à l'élection suivante.